# Fothad Airgthech
Fothad Airgthech (ingénieux ou pillard) & Fothad Cairpthech (Combattant en Char),furent des co-Ard ri Érenn légendaires d’Irlande entre 284 et 285 selon les dates traditionnelles des Annales des quatre maîtres.
Les deux Fothad ou Fothadh sont des frères fils de l’Ard ri Érenn, Lugaid mac Con
Selon la tradition pseudo historique les deux frères accèdent conjointement au titre d’Ard ri Érenn après la défaite et la mort de Cairbre Lifechair. Ils règnent ensemble une seule année jusqu’à ce que Fothad Airgthech tue son frère Fothad Cairpthech pour régner seul et soit lui-même tué à la bataille d’Ollarba par Caílte mac Rónáin un fianna et les partisans de Fíachu Sraiptine, le fils de Cairbre Lifechair.